# Myiothlypis
Myiothlypis é um gênero de aves da família Parulidae.

## Espécies
As seguintes espécies são reconhecidas:
- Myiothlypis luteoviridis (Bonaparte, 1845)
- Myiothlypis basilica (Todd, 1913)
- Myiothlypis leucophrys (von Pelzeln, 1868)
- Myiothlypis flaveola (Baird,SF, 1865)
- Myiothlypis leucoblephara (Vieillot, 1817)
- Myiothlypis signata (von Berlepsch & Stolzmann, 1906)
- Myiothlypis nigrocristata (Lafresnaye, 1840)
- Myiothlypis fulvicauda (von Spix, 1825)
- Myiothlypis rivularis (zu Wied-Neuwied, 1821)
- Myiothlypis bivittata (Lafresnaye & d'Orbigny, 1837)
- Myiothlypis chrysogaster (von Tschudi, 1844)
- Myiothlypis conspicillata (Salvin & Godman, 1880)
- Myiothlypis cinereicollis (Sclater,PL, 1864)
- Myiothlypis fraseri (Sclater,PL, 1884)
- Myiothlypis coronata (von Tschudi, 1844)